# 537 (szám)
Az 537 (római számmal: DXXXVII) egy természetes szám, félprím, a 3 és a 179 szorzata.

## A szám a matematikában
A tízes számrendszerbeli 537-es a kettes számrendszerben 1000011001, a nyolcas számrendszerben 1031, a tizenhatos számrendszerben 219 alakban írható fel.
Az 537 páratlan szám, összetett szám, azon belül félprím, kanonikus alakban a 31 · 1791 szorzattal, normálalakban az 5,37 · 102 szorzattal írható fel. Négy osztója van a természetes számok halmazán, ezek növekvő sorrendben: 1, 3, 179 és 537.
Az 537 négyzete 288 369, köbe 154 854 153, négyzetgyöke 23,17326, köbgyöke 8,12814, reciproka 0,0018622. Az 537 egység sugarú kör kerülete 3374,07051 egység, területe 905 937,93192 területegység; az 537 egység sugarú gömb térfogata 648 651 559,3 térfogategység.